# Хумнико
Хумнико (грч. Χουμνικό) је насељено место у општини Висалтија у периферији Средишња Македонија, Грчка. Према попису из 2021. године било је 132 становника.
Према бугарском географу и историчару, Василу Канчову, у Хумнику је 1900. године живело 600 Грка. На попису из 1928. године Хумнико је имао 1.003 становника, од чега 85 грчких избеглица. Село се раније звало Хункос.